# 1,4-ブタンジオール
1,4-ブタンジオール (1,4-Butanediol) は、プラスチックなどの原料となる有機化合物であり、鎮静作用ももっている。ブタンジオールの4つの異性体のうちの1つであり、無色で粘度の高い液体である。ポリブチレンテレフタラート (PBT) などプラスチックや繊維の原料となる。また体内でγ-ヒドロキシ酪酸 (GHB) へと代謝され、代謝されていない状態でも向精神作用があると考えられている。

## 合成
工業的にはアセチレンを2当量のホルムアルデヒドと反応させて1,4-ブチンジオールを作る。これを水素化することによって1,4-ブタンジオールができる。
また、エステルとマレイン酸やコハク酸の無水物を気相で水素化することによっても合成できる。
1982年に三菱化学は、ブタジエンを基質とする製法を工業化した。その方法ではパラジウム触媒と酢酸で 1,4-ジアセトキシ化した後、還元、加水分解を経て 1,4-ブタンジオールを得る。

## 利用
1,4-ブタンジオールは工業的には溶媒として、またPET樹脂などのプラスチックや繊維の原料として用いられる。リン酸の存在下に高温で脱水され、重要な溶媒であるテトラヒドロフランになる。1,4-ブタンジオールはまた、NMP（溶媒）やNVP（PVPの原料）の前駆体であるγ-ブチロラクトンの原料となる。ルテニウム触媒の存在下、約200℃ではジオール部分が脱水素化されてγ-ブチロラクトンが生成する。
向精神薬として使われ、代謝産物のγ-ヒドロキシ酪酸 (GHB) と同様の効果を持つ。
事例報告によると、1,4-ブタンジオールは吸収時にGHBの形にならなくても強い感覚を起こさせることが指摘されている。また、臓器のうち特に肝臓に損傷を与えることも指摘されている。乱用は中毒や死を招くこともある。

## 薬物動態
1,4-ブタンジオールはアルコールデヒドロゲナーゼとアルデヒドデヒドロゲナーゼの触媒によってGHBに変換され、この2つの酵素の強さの比が作用や副作用の個人差につながる。これらの酵素はアルコールの代謝にも関わっているため、薬物の危険性との間に強い相関がある。

### 2007年の事件
オーストラリアで販売された中国製のBindeezという玩具が、1,4-ブタンジオールを含んでいるという理由で、2007年11月に卸業者によって回収された。この玩具では少量の水の中に小さなビーズが浮いているが、ガスクロマトグラフィーによってビーズから1,4-ブタンジオールが検出された。1,5-ペンタンジオールを使うべきところを、製造工場がコスト削減のために混入したと見られている。1,4-ブタンジオールの価格が1トン当たり1350-2800ドルなのに対して、1,5-ペンタンジオールの価格は1トン当たり9700ドルとなっている。

## 薬理作用
1,4-ブタンジオールには2通りの薬効があると考えられている。主要な薬効は代謝物であるGHBによるものであるが、GHBへの変換を経ないでもアルコール様の薬理効果を持っているという証拠もある。

## 規制
アメリカ合衆国では、政府は1,4-ブタンジオールの規制を行っていないが、いくつかの州では規制の対象に加えている。日本でも規制はされておらず、脱法ドラッグの一つとなっている。